# Radio Rubi
Radio Rubi byla soukromá regionální rozhlasová stanice s působištěm v oblasti Hané a jejím okolí. Stanice začala vysílat v roce 1993. Licenci získalo již v roce 1991 jako vůbec první soukromá stanice v Československu vůbec. Své vysílání ukončilo rádio v květnu 2021. Stanice se před svým zánikem měla dlouhodobě potýkat s klesajícím počtem posluchačů i inzerentů. Na některých frekvencích rádio po jeho zániku nahradilo Rádio Blaník, jinde došlo k transformaci stanice na stanici Fajn Radio.